# 眉鬚海鮋
眉鬚海鮋，為輻鰭魚綱鮋形目鮋亞目鮋科的其中一種，為熱帶海水魚，分布於西印度洋南非納塔爾海域，棲息深度可達146公尺，棲息在底層水域，生活習性不明。

## 扩展阅读
維基物種上的相關：眉鬚海鮋